# The Roxx
The Roxx ist eine deutsche Heavy-Metal-Band.

## Geschichte
The Roxx wurde 1984 in München von Sänger und Songwriter Bill Itch gegründet. The Roxx’ Debütalbum Sugar and Spice erschien 1986. Auffallend war, dass es ohne die genretypischen Gitarrensoli auskam und in Luftblasenfolie verpackt war. Die Lieder Boy Bitch und On The Roxx erlangten im süddeutschen Raum Bekanntheit, da sie auf den von DJs häufig eingesetzten Samplern Munich City Nights enthalten waren.
1988 wurde das Album Watch Us Cum bei Intercord veröffentlicht. Watch Us Cum erschien in weiteren Versionen als Bootleg, u. a. aus Russland, unter den Titeln Molton Metal und Get It Hot. Aufgrund der stimmlichen Nähe wurde der russische Bootleg als unveröffentlichtes Soloalbum von Rob Halford (Judas Priest) angeboten.
1988 verstarb Gitarrist Hermann Janowitz (vormals bei der Band Railway) während der Aufnahmen zum Album Chills Down Your Spine, das in der Folge unveröffentlicht blieb. 1990 erschien das Doppelalbum Sex & Roxx & Rock ’n’ Roll. Die Single Wild Thing (eine Coverversion des Songs der Troggs) erschien als Vinyl-Maxi, die in einem Pizzakarton verpackt war.
1992 wurde das Album No Sole Messiah veröffentlicht. Beim Lied The Way to Babylon wurde The Roxx von der Münchner Dixieland-Band Hot Dogs begleitet. 1994 erschien das Livealbum Wild Things Live. The Roxx löste sich 1995 während der Aufnahmen zum geplanten Album Dominator auf. Dominator wurde nur als Bootleg veröffentlicht.
2006 stellte Bill Itch The Roxx neu zusammen. Es erschien die EP Trigger/RIP. 2007 kam das Album Unleash Your Demon. The Roxx gaben 2008 auch wieder Konzerte in Deutschland, Österreich, Tschechien, Ungarn und der Schweiz. 2008 erschienen die Live-DVD The Roxx Unleash The Demon und die Doppel-CD History Decade One 1984–1994. 2009 veröffentlichte The Roxx das Album Ironic Truth. Am 1. März 2013 erschien das Album To Heaven With Hell.

## Stil
Stilistisch steht The Roxx der New Wave of British Heavy Metal nahe. Die Musik der Band trägt teilweise experimentellen Charakter durch die Kombination klassischen Heavy Metals mit Genre-untypischen Elementen. Zur Visualisierung der Songtexte arbeitet The Roxx bei Livekonzerten mit dramaturgischen Elementen aus Statisten und Kulissen.

## Diskografie

### Studioalben
- 1986: Sugar and Spice
- 1988: ...Watch Us Cum (wurde 1990 unautorisiert unter der Bezeichnung Get It Hot wiederveröffentlicht)
- 1989: Chills Down Your Spine (unveröffentlicht)
- 1990: Sex&Roxx&Rock’n’Roll – Part I
- 1991: Sex&Roxx&Rock’n’Roll – Part II
- 1992: No Sole Messiah
- 1995: Dominator (unveröffentlicht)
- 2007: Unleash Your Demon
- 2009: Ironic Truth
- 2013: To Heaven with Hell

### Livealben
- 1994: Wild Things Live

### Best-of-Kompilationen
- 2008: History Decade One 1984–1994

### Singles
- 1990: May Be
- 1990: May Be/Wild Thing
- 2006: Trigger/R.I.P.

## Videografie

### DVDs
- 2008: The Roxx Unleash The Demon – The Reunion Show 2006